# Solo lei ha quel che voglio
Solo lei ha quel che voglio è un singolo del gruppo rap italiano Sottotono, pubblicato nel 1996 dall'etichetta WEA.

## Descrizione
Il brano è considerato essere una pietra miliare dell'R&B italiano, ed ha contribuito notevolmente al successo del disco Sotto effetto stono.

## Tracce
CD promozionale
1. Solo lei ha quel che voglio (feat. Danny Losito) – 3:56

## Curiosità
- Danny Losito sul cd è citato come Dany Losito, in precedenza si faceva chiamare soltanto Dany, come nel featuring in Found Love dei Double Dee.